# Aston Martin în Formula 1
Aston Martin este un producător britanic de autovehicule care a participat în Formula 1 sub diferite forme și concurează în prezent în F1 sub numele de Aston Martin Aramco Formula One Team. Compania a participat pentru prima dată în Formula 1 în sezonul 1959, unde a debutat cu șasiul DBR4 folosind propriul motor, dar nu a reușit să acumuleze niciun punct. Ei au continuat să aibă performanțe slabe în sezonul 1960, încă o dată eșuând să marcheze vreun punct. Drept urmare, Aston Martin a decis să părăsească Formula 1 după 1960.
Un rebranding comercial al echipei Racing Point F1 a dus la revenirea numelui Aston Martin în 2021, utilizând unități de putere Mercedes-Benz. Începând cu 2026, echipa va începe să folosească unități de putere Honda ca parte a unui parteneriat de lucru cu producătorul japonez. Echipa, deținută de Lawrence Stroll, îi are pe Fernando Alonso și Lance Stroll ca piloți de curse începând cu sezonul 2023. Echipa are sediul în Silverstone și a mai concurat sub diferite nume, începând cu Jordan Grand Prix în 1991.
Aston Martin a obținut primul podium din istoria ei la Marele Premiu al Azerbaidjanului din 2021, atunci când Sebastian Vettel a încheiat cursa pe locul 2.

## Istoric

### David Brown Corporation (1959-1960)
Aston Martin a intrat prima dată în Formula 1 cu DBR4, prima lor mașină open-wheeler. DBR4 a fost construită și testată pentru prima dată în 1957, dar nu a debutat în Formula 1 decât în 1959. Această întârziere a fost cauzată de faptul că compania a acordat prioritate dezvoltării mașinii sport DBR1, care a câștigat Cursa de 24 de ore de la Le Mans din 1959. 

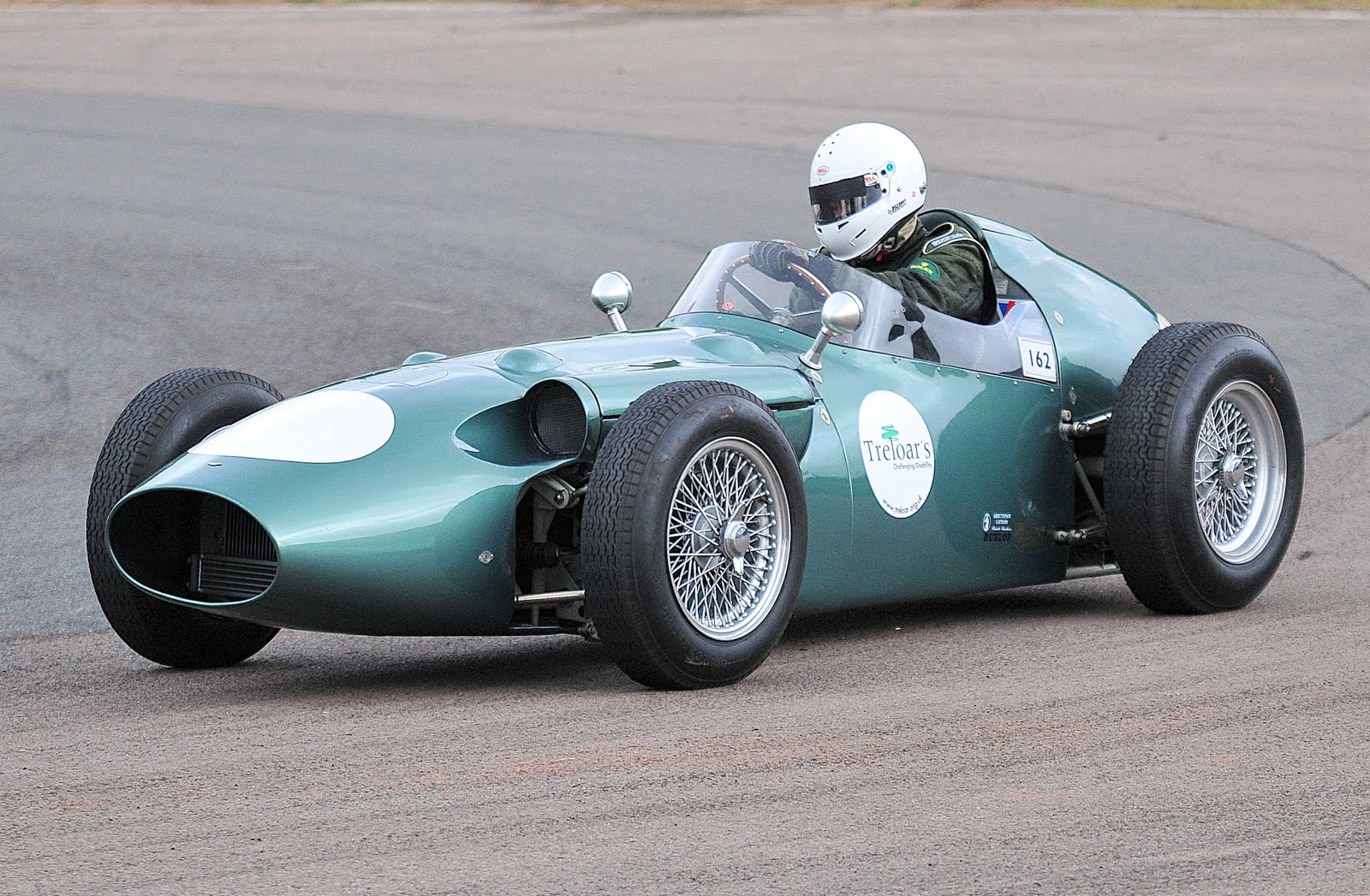
Mașina Aston Martin DBR4 care a fost condusă de Roy Salvadori și Carroll Shelby.

La debutul mașinii DBR4 la Marele Premiu al Țărilor de Jos, aceasta a devenit depășită și s-a luptat pentru a menține ritmul cu oponenții, Carroll Shelby și Roy Salvadori calificându-se pe locul 10 și respectiv 13 din 15. Restul sezonului a fost marcat în mare parte de defecțiuni mecanice, drept urmare debutul a fost un eșec, echipa nereușind să marcheze niciun punct.
Aston Martin a construit DBR5 pentru a concura în sezonul 1960. DBR5 se baza pe predecesorul său, dar era mai ușor și avea o suspensie independentă. Cu toate acestea, mașina avea un motor greu în față și era în mod regulat depășită de mașinile cu motor spate mai obișnuite. Prima cursă a echipei din sezon a venit la Marele Premiu al Țărilor de Jos, dar DBR5 nu era încă pregătită să concureze. Drept urmare, doar Salvadori a intrat în cursă, conducând mașina DBR4 de rezervă. El s-a putut califica doar pe locul 18. În ciuda faptului că i s-a permis să înceapă cursa, organizatorilor de curse li s-a spus că echipa Aston Martin nu va fi plătită. Prin urmare, echipa a refuzat să înceapă cursa. DBR5-urile erau pregătite pentru următoarea cursă a echipei în Marea Britanie, participând Salvadori și Maurice Trintignant. Salvadori s-a retras din cursă cu probleme de direcție, iar Trintignant a putut termina doar pe locul 11, la cinci tururi în spatele liderului.
În urma acestui șir de rezultate slabe, echipa nereușind să obțină niciun punct de campionat, Aston Martin a abandonat Formula 1 cu totul după Marele Premiu al Marii Britanii pentru a se concentra asupra curselor de mașini sport.

### Întoarcerea în Formula 1 (2021-prezent)

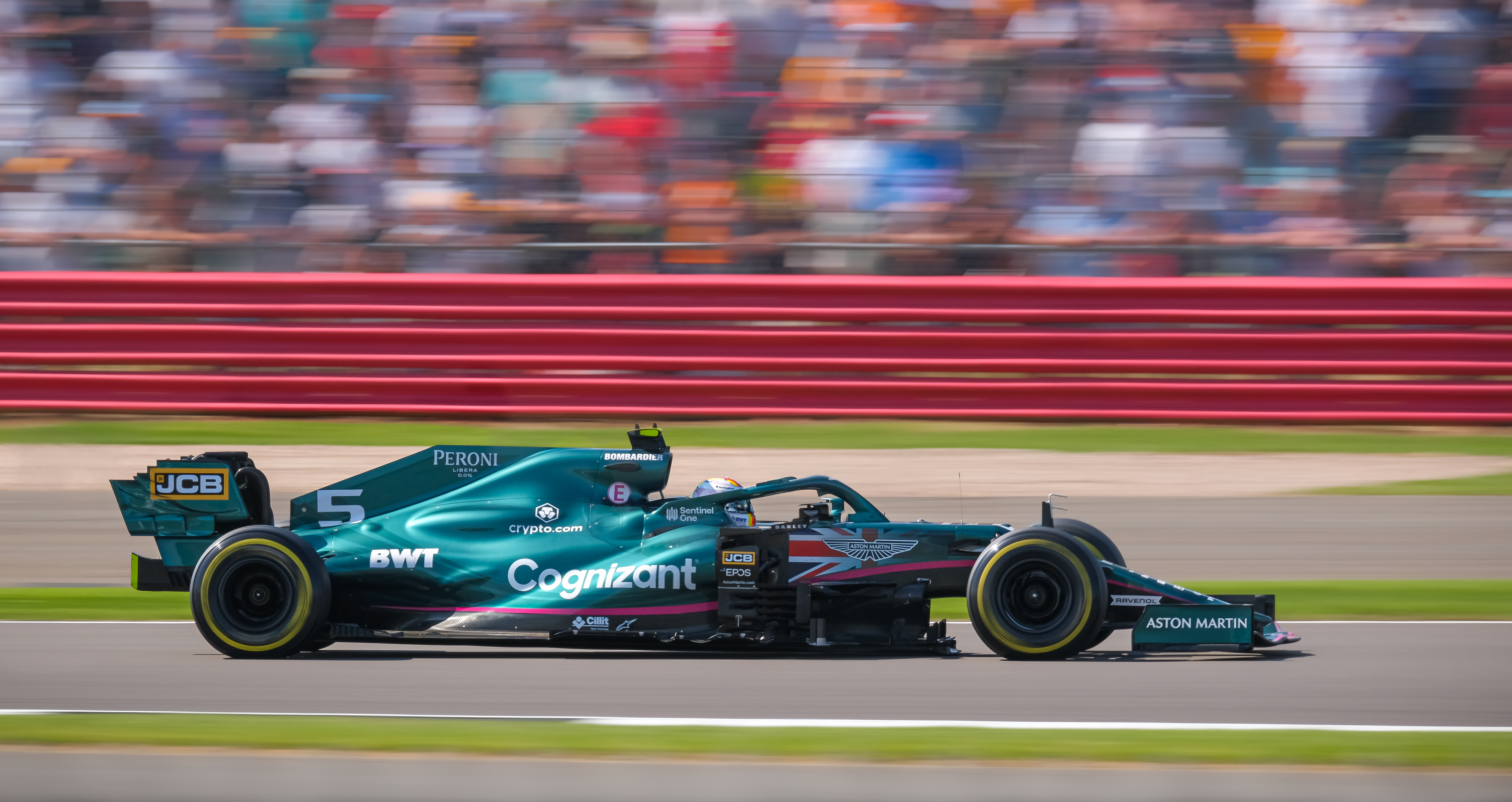
Sebastian Vettel la volanul monopostului AMR21 în. El a obținut, de asemenea, primul podium din istoria echipei la.

În ianuarie 2020, proprietarul echipei Racing Point, Lawrence Stroll, a cumpărat 16,7% din acțiunile companiei de mașini Aston Martin. Acest lucru a dus la schimbarea comercială a echipei Racing Point F1 din Racing Point UK în echipa Aston Martin F1 pentru sezonul 2021. Echipa concurează cu unitățile de putere Mercedes, lucru pe care l-a făcut sub diferitele sale nume din 2009. Sergio Pérez a fost contractat să conducă pentru echipă până în 2022, dar a fost înlocuit de cvadruplul campion mondial Sebastian Vettel, care anterior pilota pentru echipa Scuderia Ferrari. Cognizant este sponsorul echipei. Echipa are sediul central în Silverstone. Vettel a obținut primul podium pentru Aston Martin odată cu clasarea pe locul al doilea în Marele Premiu al Azerbaidjanului din 2021. Vettel a terminat din nou pe locul doi în Marele Premiu al Ungariei, dar a fost descalificat din cauza unei probleme cu proba de combustibil.
Vettel a ratat primele două curse din 2022 după ce a fost testat pozitiv pentru COVID-19. A revenit la a treia cursă a sezonului, la Marele Premiu al Australiei din 2022. Aston Martin nu a mai obținut vreun podium în 2022, cea mai bună clasare într-o cursă fiind locul 6 în trei ocazii. Totuși, echipa a încheiat anul pe același loc șapte în Campionatul Constructorilor, la fel ca în 2021. Vettel s-a retras după încheierea sezonului 2022.
Fernando Alonso, dublu campion mondial, a fost anunțat ca fiind înlocuitorul lui pentru 2023, semnând un contract pe mai mulți ani. Stoffel Vandoorne s-a alăturat echipei ca noul pilot de teste și rezervă, un rol pe care l-a împărtășit cu Felipe Drugovich. Nico Hülkenberg a părăsit Aston Martin, revenind ca pilot titular pentru echipa Haas F1 în 2023. Încă din testele de presezon, monopostul AMR23, mașina construită de Aston Martin pentru sezonul 2023, arăta un ritm cu mult îmbunătățit față de anii anteriori. Drept urmare, pentru prima cursă a sezonului, Marele Premiu al Bahrainului, Alonso și Stroll au încheiat calificările pe locurile 5, respectiv 8. În cursă, profitând și de abandonul lui Charles Leclerc, Alonso a terminat pe locul trei, obținând astfel al doilea podium din palmaresul echipei. În prima parte a sezonului, AMR23 era clar al doilea cel mai rapid monopost de pe grilă, în spatele lui RB19, Alonso obținând șase podiumuri în primele opt curse, dintre care două clasări pe locul 2. Alonso a mai obținut o clasare pe locul 2 în Marele Premiu al Țărilor de Jos după o cursă afectată de ploaie, și un loc trei în São Paulo după o bătălie până la linia de sosire cu Sergio Pérez. Stroll a avut un sezon mai modest comparativ cu performanțele lui Alonso, nereușind să obțină vreun podium, cel mai bun rezultat al său fiind locul 4 la Marele Premiu al Australiei. Aston Martin a reușit astfel cel mai bun sezon al ei din istorie, obținând opt podiumuri și un cel mai rapid tur. A încheiat anul pe locul 5 în Campionatul Constructorilor după ce a acumulat 280 de puncte.
Alonso și Stroll sunt contractați să rămână la Aston Martin și pentru sezonul 2024.

## Palmares
| Sezon | Piloți                            | Motor                       | Șasiu     | Pneuri      | Puncte | Loc |
| ----- | --------------------------------- | --------------------------- | --------- | ----------- | ------ | --- |
| 2024  | Lance Stroll Fernando Alonso      | Mercedes-AMG F1 M15 1,6 V6t | AMR24     | Pirelli     | 94     | 5   |
| 2023  | Lance Stroll Fernando Alonso      | Mercedes-AMG F1 M14 1,6 V6t | AMR23     | Pirelli     | 280    | 5   |
| 2022  | Sebastian Vettel Lance Stroll     | Mercedes-AMG F1 M13 1,6 V6t | AMR22     | Pirelli     | 55     | 7   |
| 2021  | Sebastian Vettel Lance Stroll     | Mercedes-AMG F1 M12 1,6 V6t | AMR21     | Pirelli     | 77     | 7   |
| 1960  | Roy Salvadori Maurice Trintignant | Aston Martin RB6 2,5 L6     | DBR4 DBR5 | Dunlop      | 0      | -   |
| 1959  | Roy Salvadori Carroll Shelby      | Aston Martin RB6 2,5 L6     | DBR4      | Avon Dunlop | 0      | -   |